# Wybory parlamentarne w Grenadzie w 2018 roku
Wybory parlamentarne w Grenadzie w 2018 roku odbyły się 13 marca.

## System wyborczy
15 członków Izby Reprezentantów wybieranych jest na podstawie głosowania pierwszorzędnego, w okręgach jednomandatowych.

## Wyniki wyborów
Wybory parlamentarne do Izby Reprezentantów zakończyły się zwycięstwem Nowej Partii Narodowej. Na ugrupowanie Keitha Michella zagłosowało 58,91% wyborców, co przełożyło się na 15 mandatów. Frekwencja wyborcza wyniosła 73,65%.
| Partia                               | Głosy  | %     | Mandaty | +/– |  |
| ------------------------------------ | ------ | ----- | ------- | --- |  |
| Nowa Partia Narodowa (NPN)           | 33 786 | 58,91 | 15      |     |  |
| Narodowy Kongres Demokratyczny (CDN) | 23 243 | 40,53 | 0       |     |  |
| Ruch Postępowy Grenady (GPM)         | 87     | 0,15  | 0       | —   |  |
| Partia Liberalna (TLP)               | 49     | 0,09  | 0       | —   |  |
| Grenadyjska Partia Renesansu (GRP)   | 44     | 0,08  | 0       |     |  |
| Partia Postępu (PTT)                 | 42     | 0,07  | 0       | —   |  |
| Ruch Emancypacyjny Grenady (GEM)     | 25     | 0.04  | 0       | —   |  |
| Zjednoczony Ruch Patriotyczny (GUPM) | 10     | 0,02  | 0       |     |  |
| Niezależni (IND)                     | 68     | 0,10  | 0       |     |  |
|                                      |        |       |         |     |  |
| Ważne głosy                          | 57 354 | 99,54 | –       | –   |  |
| Nieważne/puste głosy                 | 267    | 0,46  | –       | –   |  |
| Razem                                | 57 621 | 100   | 15      | 0   |  |
| Zarejestrowani wyborcy/frekwencja    | 78 236 | 73,65 | –       | –   |  |
| Źródło: Caribbean Elections          |        |       |         |     |  |